# Basiothia charis
Basiothia charis is een vlinder van de familie van de pijlstaarten (Sphingidae), van de onderfamilie van de Macroglossinae. De wetenschappelijke naam van deze soort is voor het eerst voorgesteld als Chaerocampa charis door Francis Walker in een publicatie uit 1856.

## Verspreiding
De soort komt voor in Mali, Burkina Faso, Ethiopië, Sierra Leone, Ivoorkust, Nigeria, Kameroen, Gabon, Centraal Afrikaanse Republiek, Congo-Brazzaville, Congo-Kinshasa, Oeganda, Kenia, Tanzania, Angola, Zambia, Malawi, Mozambique, Zimbabwe, Zuid-Afrika, Lesotho en op Madagaskar.

## Waardplanten
De rups leeft op Spermacoce octodon (Rubiaceae), Vernonia sp. (Asteraceae).